# Raymond Esclassan

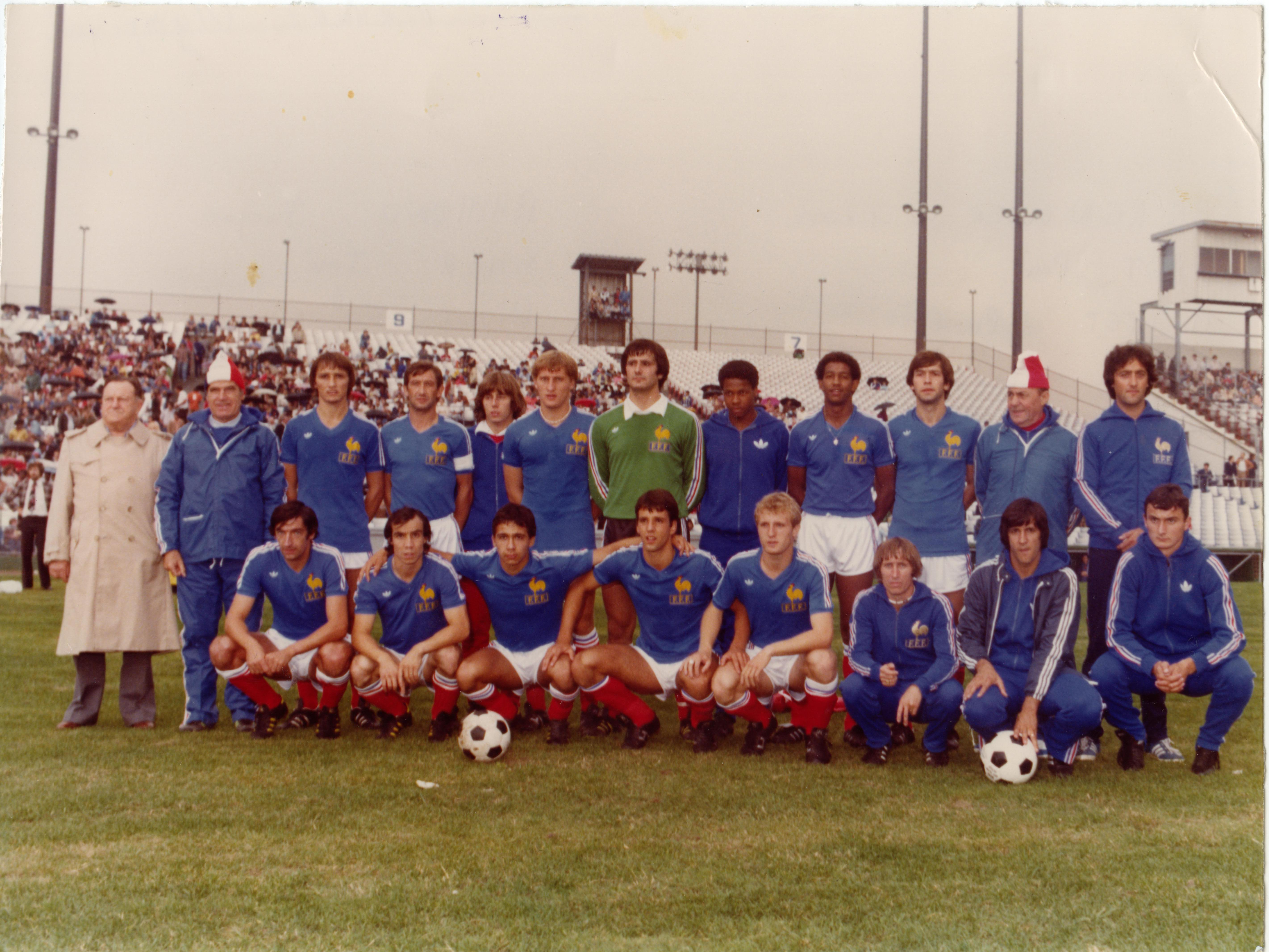
1979 : Équipe de France Olympique au Canada

Raymond Esclassan est un footballeur français né le 18 octobre 1958 à Saint-Gaudens (Haute-Garonne) et mort le 20 mars 2018 à La Buisse (Isère)

## Biographie
Après avoir débuté à Boulogne sur Gesse (Haute Garonne), il est gardien de but au Nîmes Olympique (1976-1979) et au FC Grenoble (1979-1983).
Sélectionné cadet du midi à 16 ans, puis en équipe de France junior en 1975,il participe au tournoi de Monaco ainsi qu'au tournoi UEFA en Belgique; la même année, il remporte la coupe Gambardella en 1977 avec l'équipe junior de Nîmes Olympique contre Reims.
Sélectionné en équipe de France Olympique en 1978, il participe à une tournée au Canada et aux Jeux Méditerranéens à Split (ex Yougoslavie)
Il dispute 1 seul match en Division 1 avec Nîmes, mais participe à la Coupe des Alpes; à son actif, 40 matchs en Division 2 avec Grenoble.
Il achèvera sa carrière à l'AC Seyssinet (banlieue de Grenoble) en tant que gardien de but puis entraîneur des gardiens.
Il décède des suites d'une longue maladie chez lui à l'age de 59 ans.